# Fenazone
Il fenazone, o fenildimetilpirazolone, è un composto chimico che si presenta come polvere cristallina o lamelle incolori, inodori; impiegato in medicina come analgesico, spasmolitico, antireumatico e antipiretico. Fu sintetizzato la prima volta da Ludwig Knorr nel 1883.
Chimicamente, è un derivato di un pirazolone (un idrossipirazolo la cui forma tautomera chetonica è prevalente).

## Sintesi e reattività
Viene sintetizzato riducendo il diorto-dinitrodifenile con amalgama di sodio e metanolo, o scaldando difenilen-orto-diidrazina con Acido cloridrico a 150 °C. Esso cristallizza in aghi che fondono a 156 °C. 
- Il permanganato di potassio lo ossida all'acido piridazintetracarbossilico.
- In soluzione acquosa reagisce con cloruro ferrico dando un composto di colore rosso o blu.

## Farmacologia
- Analgesico. In versione iniettabile intramuscolare, agendo sul sistema nervoso centrale, attutisce in modo notevole la sensibilità dolorifica. Esercita inoltre un'azione spasmolitica sulla muscolatura liscia per cui si ha una remissione dello spasmo. La vasodilatazione periferica è appunto in rapporto a tale azione. Usato soprattutto in veterinaria.
- Antipiretico
- Anti-infiammatorio non-steroideo

## Effetti collaterali
- Allergia al pirazolone (eritema fisso)
- Nausea
- Agranulocitosi
- Infermità epatica tossica indotta da droghe